# Gail Collins (journaliste)
Pour les articles homonymes, voir Gail Collins et Collins.
Gail Gleason Collins, née le 25 novembre 1945, est une journaliste de presse américaine, éditorialiste et essayiste. Elle est connue pour ses articles d'opinion au sein du quotidien américain The New York Times, journal qu'elle a rejoint en 1995.

## Essais
- En collaboration avec Dan Collins : The Millennium Book, Main Street Books, 1990.  (ISBN 0-385-41165-0).
- Scorpion Tongues: Gossip, Celebrity and American Politics, William Morrow and Company, 1998.  (ISBN 0-688-14914-6).
- America's Women: 400 Years of Dolls, Drudges, Helpmates and Heroines, William Morrow and Company, 2003.  (ISBN 0-06-018510-4).
- When Everything Changed: The Amazing Journey of American Women from 1960 to the Present, Little, Brown and Company, 2009.  (ISBN 0-316-05954-4)[2].